# Jean-Pierre Durand (sociologue)
Pour les articles homonymes, voir Jean-Pierre Durand et Durand.
 (février 2025).
Motif : ne semble pas répondre aux critères de notoriétés pour un chercheur
- Archive Wikiwix
- Bing
- Cairn
- DuckDuckGo
- E. Universalis
- Gallica
- Google
- G. Books
- G. News
- G. Scholar
- Persée
- Qwant
- (zh) Baidu
- (ru) Yandex
- (wd) trouver des œuvres sur Wikidata

| 1. | Préciser le motif de la pose du bandeau. | Précisez le motif de la pose du bandeau en utilisant la syntaxe suivante : {{admissibilité à vérifier\|date=mai 2025\|motif=remplacez ce texte par le motif}}                                        |
| 2. | Informer les utilisateurs concernés.     | Pensez à avertir le créateur de l'article, par exemple, en insérant le code ci-dessous sur sa page de discussion : {{subst:avertissement admissibilité à vérifier\|Jean-Pierre Durand (sociologue)}} |

 (juin 2012).
Jean-Pierre Durand, né le 20 avril 1948, est un sociologue français. Professeur émérite de sociologie à l'université d’Évry Paris-Saclay, il a fondé le Centre Pierre-Naville en 1993. Spécialiste du travail et de l’entreprise, puis de la Sociologie filmique ses travaux portent aussi sur la sociologie générale et l'épistémologie.

## Parcours
Il a d’abord travaillé sur le développement des pays du Sud, à l’île Maurice (1971-1972) et en Algérie (1973-1979), pays qui lui ont fourni les terrains d’analyse pour sa thèse de Doctorat de Sociologie (1973) et pour sa thèse d’État (1979) toutes deux préparées sous la direction de Louis-Vincent Thomas à l’Université de Paris V-Sorbonne. Lesquelles ont donné lieu à la publication de plusieurs ouvrages. Ceux sur l’Ile Maurice,,, publiés avec Joyce Sebag, ont servi très longtemps de textes de références aux étudiants et aux lycéens de Maurice ; celui écrit avec Habib Tengour, L’Algérie et ses populations traitait des questions économiques, politiques et culturelles sans aucun tabou : il a été épuisé en quelques semaines.

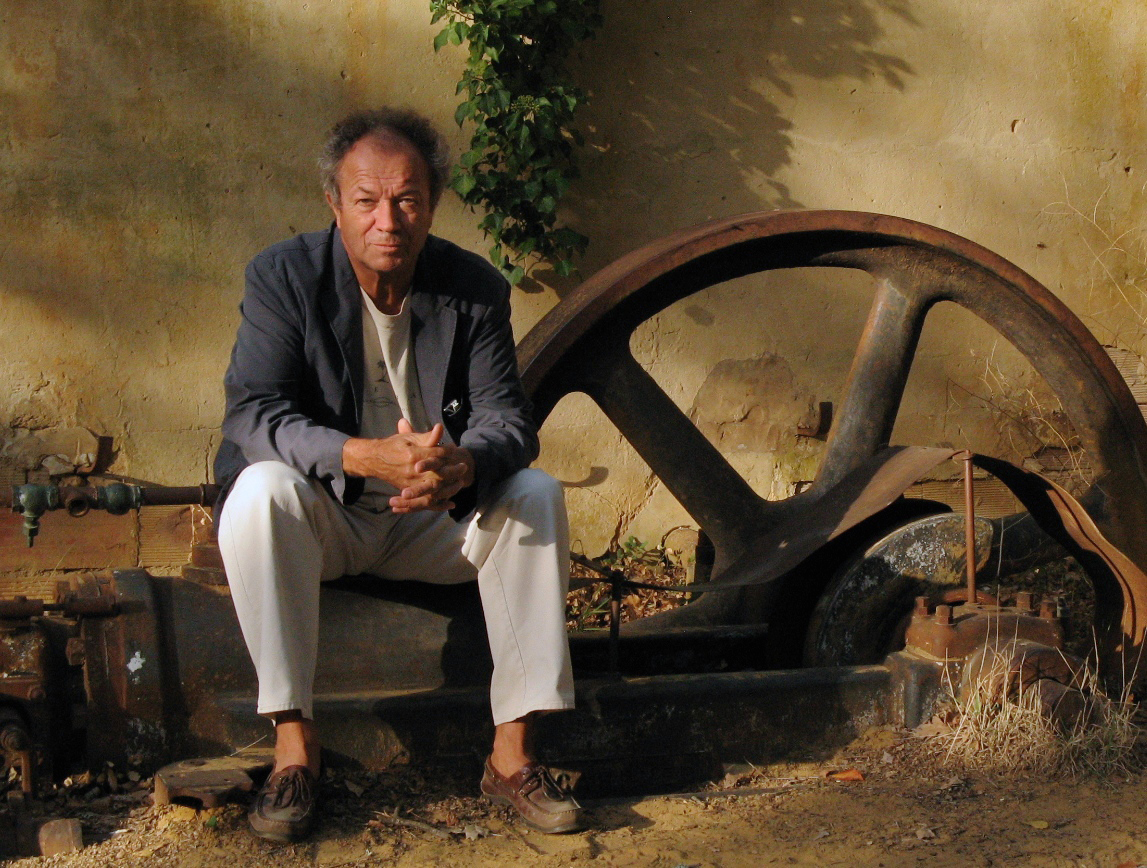
Jean-Pierre Durand

Depuis le début des années 1980, les recherches de J.-P. Durand portent sur le travail dans différents secteurs d’activité. Il s’est intéressé très tôt aux transformations sociales liées à la généralisation des TIC (technologies de l’information et de la communication) dans l’espace domestique et dans l’espace de travail. D’où la création du Groupe de Recherche sur l’Informatisation de la Société  (GRIS) à l’Université de Rouen où il a été maître de conférences puis professeur de sociologie de 1980 à 1991.[réf. souhaitée]
Les coopérations étrangères sont l’occasion d’observer finement les difficultés du modèle suédois (La fin du modèle suédois,  1994), les tentatives de dépassement des crises du syndicalisme dans les pays industrialisés (Le syndicalisme au futur, 1995) tout en théorisant l’émergence d’un modèle productif (L’Après-fordisme,  1993, avec Robert Boyer). Cette période d’intenses échanges internationaux donne lieu à un ouvrage collectif immédiatement traduit en anglais, comparant 27 ateliers de montage automobile à travers le monde (L’avenir du travail à la chaîne,  1998 ; Teamwork in the Automobile industry : Radical Change or Passing Fashion ?,  1998). L’affinement du travail de terrain, en collaboration avec Nicolas Hatzfeld, à travers une approche quasi ethnographique montre comment le travail d’OS de l’automobile est à la fois plus dur mais est rendu acceptable par tout un entrelacs de jeux sociaux (La chaîne et le réseau. ,  2002, Traduit en anglais).[source insuffisante]
Ces travaux le conduisent à devenir Professeur invité à l’Université de Cardiff (Pays de Galles), puis de Bristol (Angleterre) et de Stirling (Écosse). Il a ensuite publié une synthèse de toutes ces recherches appliquées à différents secteurs dont les services (La chaîne invisible. Le travail aujourd’hui : du flux tendu à la servitude volontaire,  2004, réédité en 2012, traduit et publié à Londres puis à Mexico et Madrid). Ces recherches de terrain sur le travail ne l’ont pas empêché d’actualiser Sociologie contemporaine,  un manuel publié avec Robert Weil pour la première fois en 1989 et devenu l’ouvrage de référence dans les universités françaises (traduit en chinois et en arabe à Alger). La dernière version (2006) inclut une table ronde rassemblant les principaux sociologues de l’hexagone qui interrogent le statut de la Sociologie française par rapport au pouvoir, par rapport à sa professionnalisation et par rapport à la domination anglo-saxonne dans l’arène internationale.[réf. souhaitée]
La sociologie étant une science d’observation, elle mobilise un regard assez proche de celui du photographe. J.-P. Durand a longtemps hésité entre les deux métiers et a conservé la photographie comme seconde activité professionnelle. Il a travaillé longtemps pour des magazines publiés par Larousse, les Éditions Atlas (La Bible aujourd’hui), etc., pour les éditeurs scolaires ou universitaires. Il a rapporté de ses nombreux séjours et voyages à l’étranger de longues séries de photos pour l’agence Atlas Photo, puis pour l’agence Diaf avant son rachat par Photononstop pour laquelle il travaille aujourd’hui.[réf. souhaitée]
Jean-Pierre Durand a lancé à la fin de 2012, avec un groupe de sociologues, La Nouvelle Revue du Travail, disponible gratuitement en ligne.[réf. souhaitée]